# DHL Aviation
DHL Aviation є підрозділом DHL (належить DHL Group), відповідальним за забезпечення пропускної здатності повітряного транспорту. Це не одна авіакомпанія, а група авіакомпаній, які належать, співволодіють або зафрахтовані DHL Express. У 2009 році Deutsche Post World Net повністю змінила бренд на Deutsche Post DHL (DPDHL).
У Сполучених Штатах DHL Airways була перейменована в Astar Air Cargo у 2003 році, яка, у свою чергу, здійснювала авіаперевезення як вантажна авіакомпанія для DHL до червня 2012 року.

## Огляд
Зараз DHL володіє шістьма основними авіакомпаніями, які надають послуги в різних регіонах світу:
- European Air Transport Leipzig (EAT Leipzig) відповідає за основну частину мережі для Європи, а також за послуги на далекі відстані до Близького Сходу та Африки. Зі свого центру в аеропорту Лейпциг/Галле вона керує парком вантажних літаків Boeing і Airbus[2].
- DHL Air UK (DHL Air) базується в аеропорту Іст-Мідлендс, була придбана компанією DHL у серпні 1989 року і з липня 2000 року експлуатує флот вантажних літаків Boeing 757 на внутрішньоєвропейських рейсах і флот нових вантажних літаків Boeing 767, переважно на трансатлантичні маршрути[3][4][5].
- DHL Aero Expreso є дочірньою компанією в центрі Центральної та Південної Америки в Токумені, Панама, яка керує флотом вантажних літаків Boeing 737-400, 757-200 і 767-300 у Центральній і Південній Америці, а також обслуговує пункти призначення в Карибському басейні та Флориді.
- SNAS/DHL (DHL International) обслуговує напрямки Близького Сходу зі своєї штаб-квартири та головного регіонального центру в Міжнародному аеропорту Бахрейну, керуючи парком вантажних літаків Boeing 767[6]. Флот розгорнутий на всьому Близькому Сході та в Африці.
- Компанія Blue Dart Aviation базується в Міжнародному аеропорту Ченнаї, Індія, з парком вантажних літаків Boeing 757. Він надає послуги для індійської мережі DHL і регіональних чартерів[7].
- DHL Air Austria базується в Міжнародному аеропорту Відня, Австрія, з парком вантажних літаків Boeing 757[8].

DHL також володіє такими меншими дочірніми авіакомпаніями:
- DHL в Гватемалі, місто Гватемала
- DHL Евадор, Гуаякіль, Еквадор
- DHL Авіація Південної Африки,, Йоганнесбург, Південна Африка, з парком ATR 72-200F, що експлуатується Solenta Aviation, Йоганнесбург, Південна Африка

Станом на  December 2007 DHL had stakes in the following airlines, some of which also operate under the DHL brand or livery:
- AeroLogic, Лейпциг, Німеччина (50%)[10].
- Polar Air Cargo, Purchase, Нью-Йорк, США (49%).
- Tasman Cargo Airlines, Сідней, Австралія (49%). [11]
- Vensecar Internacional, Каракас, Венесуела (49%).

У 2021 році DHL Aviation оголосила про перенесення одного зі своїх основних операційних центрів із Бергамо в міланський аеропорт Мальпенса, де вони відкрили нові логістичні об’єкти.

## Флот
Станом на September 2022 року флот DHL Aviation наразі складається з таких літаків:
| Судно              | На обслуговуванні | На обслуговуванні | Замовлення | Оператор                       | Примітки                        |
| ------------------ | ----------------- | ----------------- | ---------- | ------------------------------ | ------------------------------- |
| Airbus A300-600RF  | 36                | 9                 | —          | Air Hong Kong                  |                                 |
| Airbus A300-600RF  | 36                | 4                 | —          | ASL Airlines Ireland           |                                 |
| Airbus A300-600RF  | 36                | 22                | —          | European Air Transport Leipzig |                                 |
| Airbus A300-600RF  | 36                | 1                 | —          | Solinair                       |                                 |
| Airbus A321-200P2F | 2                 | 2                 | 6          | SmartLynx Malta                | [ 14 ]                          |
| Airbus A330-200F   | 5                 | 3                 | —          | European Air Transport Leipzig |                                 |
| Airbus A330-200F   | 5                 | 1                 | —          | ASL Airlines Ireland           |                                 |
| Airbus A330-200F   | 5                 | 1                 | —          | Air Hong Kong                  |                                 |
| Airbus A330-300P2F | 11                | 2                 | —          | European Air Transport Leipzig |                                 |
| Airbus A330-300P2F | 11                | 3                 | —          | ASL Airlines Ireland           |                                 |
| Airbus A330-300P2F | 11                | 3                 | —          | Air Hong Kong                  |                                 |
| Airbus A330-300P2F | 11                | 2                 | —          | DHL Air UK                     |                                 |
| ATR 42-300F        | 3                 | 1                 | —          | DHL Ecuador                    |                                 |
| ATR 42-300F        | 3                 | 1                 | —          | DHL de Guatemala               |                                 |
| ATR 42-300F        | 3                 | 1                 | —          | Vensecar Internacional         |                                 |
| ATR 72-200F        | 3                 | 3                 | —          | Solenta Aviation               |                                 |
| Boeing 737-400SF   | 18                | 4                 | —          | Swiftair                       |                                 |
| Boeing 737-400SF   | 18                | 1                 | —          | Air Ghana                      |                                 |
| Boeing 737-400SF   | 18                | 1                 | —          | ASL Airlines Ireland           |                                 |
| Boeing 737-400SF   | 18                | 2                 | —          | DHL Aero Expreso               |                                 |
| Boeing 737-400SF   | 18                | 3                 | —          | Cargoair                       |                                 |
| Boeing 737-400SF   | 18                | 2                 | —          | Mesa Airlines                  |                                 |
| Boeing 737-400SF   | 18                | 2                 | —          | iAero Airways                  |                                 |
| Boeing 737-400SF   | 18                | 3                 | —          | Kalitta Charters               |                                 |
| Boeing 737-800BCF  | 9                 | 6                 | 2          | iAero Airways                  |                                 |
| Boeing 737-800BCF  | 9                 | 1                 | 2          | Swiftair                       |                                 |
| Boeing 747-400F    | 3                 | 3                 | —          | Polar Air Cargo                |                                 |
| Boeing 747-400BCF  | 2                 | 2                 | —          | Kalitta Air                    |                                 |
| Boeing 747-8F      | 6                 | 6                 | —          | Polar Air Cargo                |                                 |
| Boeing 757-200SF   | 5                 | 5                 | —          | DHL Air UK                     |                                 |
| Boeing 757-200PCF  | 31                | 4                 | —          | DHL Aero Expreso               |                                 |
| Boeing 757-200PCF  | 31                | 5                 | —          | DHL Air UK                     |                                 |
| Boeing 757-200PCF  | 31                | 9                 | —          | European Air Transport Leipzig |                                 |
| Boeing 757-200PCF  | 31                | 17                | —          | DHL Air Austria                |                                 |
| Boeing 757-200PCF  | 31                | 6                 | —          | Blue Dart Aviation             |                                 |
| Boeing 767-200BDSF | 13                | 1                 | —          | 21 Air                         |                                 |
| Boeing 767-200BDSF | 13                | 1                 | —          | Sky Taxi                       |                                 |
| Boeing 767-200BDSF | 13                | 4                 | —          | DHL International Aviation ME  |                                 |
| Boeing 767-200BDSF | 13                | 3                 | —          | ABX Air                        |                                 |
| Boeing 767-200BDSF | 13                | 4                 | —          | Amerijet International         |                                 |
| Boeing 767-300BCF  | 30                | 1                 | 7          | Tasman Cargo Airlines          |                                 |
| Boeing 767-300BCF  | 30                | 4                 | 7          | DHL Air UK                     |                                 |
| Boeing 767-300BCF  | 30                | 2                 | 7          | DHL Aero Expreso               |                                 |
| Boeing 767-300BCF  | 30                | 7                 | 7          | Kalitta Air                    |                                 |
| Boeing 767-300BCF  | 30                | 3                 | 7          | ABX Air                        |                                 |
| Boeing 767-300BCF  | 30                | 4                 | 7          | Polar Air Cargo                |                                 |
| Boeing 767-300BCF  | 30                | 8                 | 7          | DHL International Aviation ME  |                                 |
| Boeing 777F        | 20                | 8                 | 12         | AeroLogic                      | [ 16 ] [ 17 ]                   |
| Boeing 777F        | 20                | 6                 | 12         | Atlas Air                      | [ 16 ] [ 17 ]                   |
| Boeing 777F        | 20                | 5                 | 12         | Kalitta Air                    | [ 16 ] [ 17 ]                   |
| Boeing 777F        | 20                | 1                 | 12         | Singapore Airlines             | [ 16 ] [ 17 ]                   |
| Eviation Alice     | —                 | —                 | 12         | DHL International Aviation ME  | Deliveries to commence in 2024. |
| Total              | 197               | 197               | 40         |                                |                                 |